# Castillo de Roquetaillade
El castillo de Roquetaillade (Château de Roquetaillade) está ubicado en Mazères, en el departamento francés de Gironda. 

## Historia
Carlomagno, en su camino hacia los Pirineos junto a Roldán, construyó allí una primera fortificación. De ese viejo castillo no quedan nada más que impresionantes ruinas. En 1306, con el permiso del rey inglés Eduardo I el Cardenal De La Mothe —sobrino del Papa Clemente VI— construyó una segunda fortaleza, «el Castillo Nuevo» (le Château Neuf), de planta cuadrada con seis torres y un torreón central. Esta estructura fue restaurada por Viollet-le-Duc y uno de sus pupilos, Edmond Duthois, entre 1850 y 1870.
El parque del castillo incluye los restos de un muro que conectaba con la Barbacana, el arroyo Pesquey y sus riberas, una casa de campo del siglo XIX y el palomar de Crempet. El castillo ha servido como escenario para varios filmes, incluyendo Fantômas contre Scotland Yard y El pacto de los lobos. En 1840 fue declarado monumento histórico de Francia por el ministro de Cultura Francés. El castillo ha estado habitado por la misma familia desde hace unos 700 años. Fue abierto al público en 1956, siendo el más visitado de la región de Burdeos. El castillo también es conocido por la elaboración de un vino blanco, denominado Chateaufort de Roquetaillade, y la cría de ganado de raza bazadais para la producción de carne.

## Restauraciones principales
Durante la época del renacimiento se perforaron ventanas en el primer piso para permitir la entrada de luz y crear espacios con suntuosas chimeneas.

### Viollet-le-Duc
Las extraordinarias decoraciones interiores, con su mobiliario y pinturas, fueron creadas por el mismo Viollet-le-Duc y están incluidas en el patrimonio histórico francés. 
La sala sinodal es uno de los espacios que no se pudo terminar, desde 2015 está siendo pintada, con el estilo de techos pintados de Viollet le Duc.

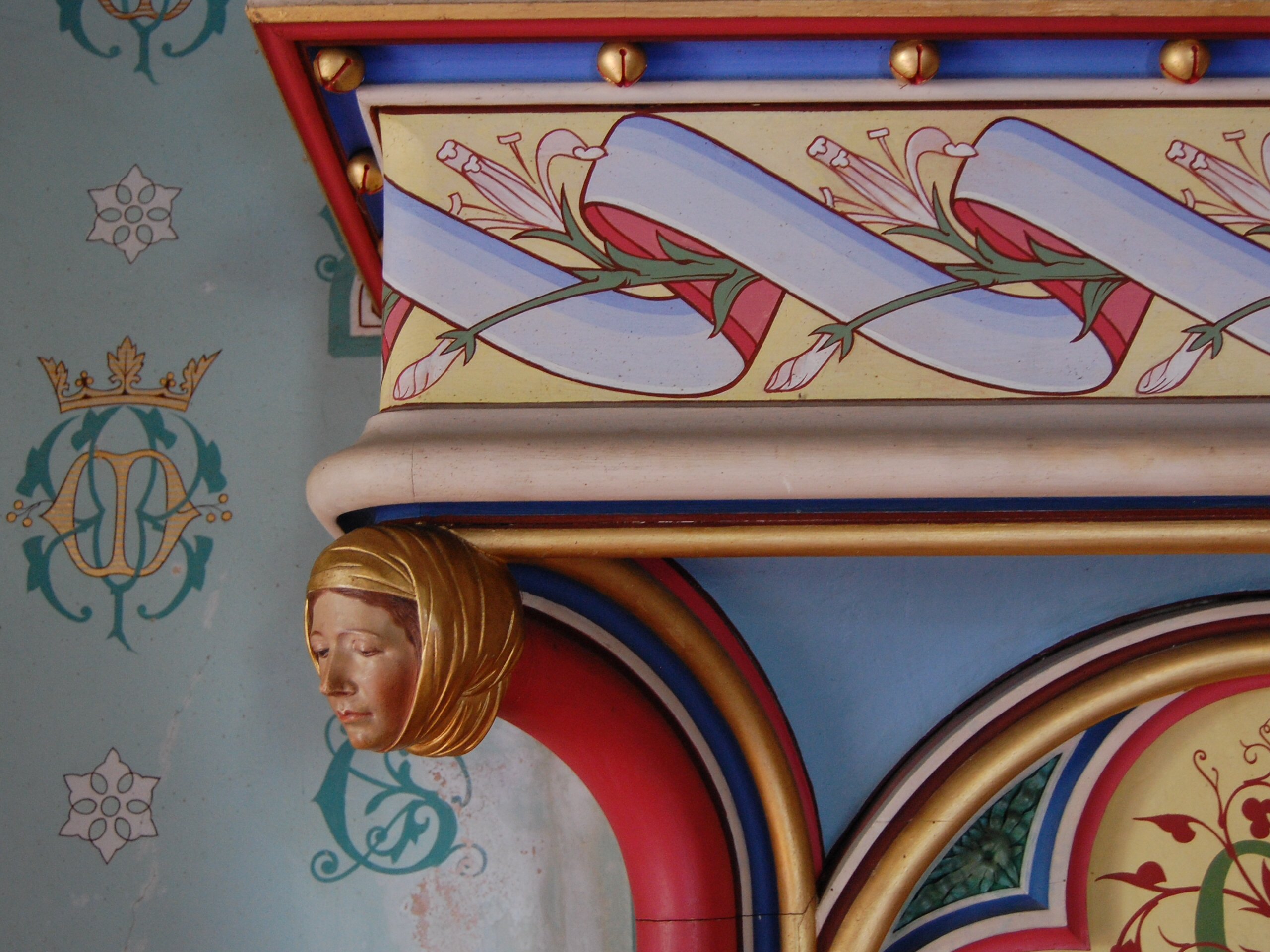
Detalle de la Sala de las Rosas de Viollet-le-Duc